# Giải quần vợt Pháp Mở rộng 2023
Giải quần vợt Pháp Mở rộng 2023 là một giải quần vợt Grand Slam thi đấu trên mặt sân đất nện ngoài trời. Giải đấu được diễn ra tại Stade Roland Garros ở Paris, Pháp, từ ngày 28 tháng 5 đến ngày 11 tháng 6 năm 2023, bao gồm các nội dung đơn, đôi và đôi nam nữ. Giải đấu cũng có nội dung trẻ và xe lăn.
Đây là lần thứ 127 Giải quần vợt Pháp Mở rộng được tổ chức và là giải Grand Slam thứ hai trong năm 2023.
Rafael Nadal là đương kim vô địch nội dung đơn nam, nhưng rút lui do chấn thương. Đây là lần đầu tiên Nadal không tham dự giải đấu kể từ lần đầu tham dự vào năm 2005. Iga Świątek là đương kim vô địch nội dung đơn nữ.

## Tóm tắt kết quả
- Đơn nam

| Nhà vô địch                      | Nhà vô địch              | Á quân                          | Á quân                  |
| -------------------------------- | ------------------------ | ------------------------------- | ----------------------- |
| Novak Djokovic [3]               | Novak Djokovic [3]       | Casper Ruud [4]                 | Casper Ruud [4]         |
| Thua bán kết                     |                          |                                 |                         |
| Carlos Alcaraz [1]               | Carlos Alcaraz [1]       | Alexander Zverev [22]           | Alexander Zverev [22]   |
| Thua tứ kết                      |                          |                                 |                         |
| Stefanos Tsitsipas [5]           | Karen Khachanov [11]     | Holger Rune [6]                 | Tomás Martín Etcheverry |
| Thua vòng 4                      |                          |                                 |                         |
| Lorenzo Musetti [17]             | Sebastian Ofner (Q)      | Juan Pablo Varillas             | Lorenzo Sonego          |
| Francisco Cerúndolo [23]         | Nicolás Jarry            | Grigor Dimitrov [28]            | Yoshihito Nishioka [27] |
| Thua vòng 3                      |                          |                                 |                         |
| Denis Shapovalov [26]            | Cameron Norrie [14]      | Fabio Fognini                   | Diego Schwartzman       |
| Alejandro Davidovich Fokina [29] | Hubert Hurkacz [13]      | Thanasi Kokkinakis (WC)         | Andrey Rublev [7]       |
| Genaro Alberto Olivieri (Q)      | Taylor Fritz [9]         | Marcos Giron                    | Zhang Zhizhen           |
| Daniel Altmaier                  | Frances Tiafoe [12]      | Borna Ćorić [15]                | Thiago Seyboth Wild (Q) |
| Thua vòng 2                      |                          |                                 |                         |
| Taro Daniel                      | Matteo Arnaldi           | Alexander Shevchenko            | Lucas Pouille (Q)       |
| Jason Kubler                     | Sebastian Korda [24]     | Nuno Borges                     | Roberto Carballés Baena |
| Márton Fucsovics                 | Luca Van Assche          | Roberto Bautista Agut [19]      | Tallon Griekspoor       |
| Radu Albot (Q)                   | Stan Wawrinka            | Ugo Humbert                     | Corentin Moutet         |
| Gaël Monfils (PR)                | Andrea Vavassori (Q)     | Yannick Hanfmann(LL)            | Arthur Rinderknech      |
| Tommy Paul [16]                  | Jiří Lehečka             | Thiago Agustín Tirante (Q)      | Giulio Zeppieri (Q)     |
| Jannik Sinner [8]                | Emil Ruusuvuori          | Alex Molčan                     | Aslan Karatsev (Q)      |
| Pedro Cachín                     | Alex de Minaur [18]      | Max Purcell                     | Guido Pella (PR)        |
| Thua vòng 1                      |                          |                                 |                         |
| Flavio Cobolli (Q)               | Christopher O'Connell    | Daniel Elahi Galán              | Brandon Nakashima       |
| Mikael Ymer                      | Oscar Otte               | Jurij Rodionov (LL)             | Benoît Paire (WC)       |
| Félix Auger-Aliassime [10]       | Facundo Díaz Acosta (LL) | Maxime Cressy                   | Mackenzie McDonald      |
| Bernabé Zapata Miralles [32]     | John Isner               | Emilio Nava (Q)                 | Jiří Veselý (PR)        |
| Aleksandar Kovacevic             | Hugo Grenier (WC)        | Marco Cecchinato                | Arthur Fils (WC)        |
| Wu Yibing                        | Shang Juncheng (Q)       | Pedro Martínez (Q)              | David Goffin            |
| Constant Lestienne               | Patrick Kypson (WC)      | Albert Ramos Viñolas            | Dan Evans [20]          |
| Ben Shelton [30]                 | Adrian Mannarino         | Arthur Cazaux (WC)              | Laslo Djere             |
| Christopher Eubanks              | Sebastián Báez           | Giovanni Mpetshi Perricard (WC) | Miomir Kecmanović [31]  |
| Jaume Munar                      | Thiago Monteiro          | Richard Gasquet                 | Michael Mmoh            |
| Dominic Stricker (LL)            | Hugo Dellien (PR)        | Hamad Međedović (Q)             | Jan-Lennard Struff [21] |
| Botic van de Zandschulp [25]     | Dušan Lajović            | Alexander Bublik                | Elias Ymer (Q)          |
| Alexandre Müller                 | Marc-Andrea Hüsler       | Grégoire Barrère                | Timofey Skatov (Q)      |
| Lloyd Harris (PR)                | Hugo Gaston (WC)         | Alexei Popyrin                  | Filip Krajinović        |
| Federico Coria                   | Dominic Thiem            | Jack Draper                     | Ilya Ivashka            |
| J. J. Wolf                       | Jordan Thompson          | Quentin Halys                   | Daniil Medvedev [2]     |

- Đơn nữ

| Nhà vô địch               | Nhà vô địch                | Á quân                        | Á quân                  |
| ------------------------- | -------------------------- | ----------------------------- | ----------------------- |
| Iga Świątek [1]           | Iga Świątek [1]            | Karolína Muchová              | Karolína Muchová        |
| Thua bán kết              |                            |                               |                         |
| Beatriz Haddad Maia [14]  | Beatriz Haddad Maia [14]   | Aryna Sabalenka [2]           | Aryna Sabalenka [2]     |
| Thua tứ kết               |                            |                               |                         |
| Coco Gauff [6]            | Ons Jabeur [7]             | Anastasia Pavlyuchenkova (PR) | Elina Svitolina (PR)    |
| Thua vòng 4               |                            |                               |                         |
| Lesia Tsurenko            | Anna Karolína Schmiedlová  | Sara Sorribes Tormo (PR)      | Bernarda Pera           |
| Elina Avanesyan (LL)      | Elise Mertens [28]         | Daria Kasatkina [9]           | Sloane Stephens         |
| Thua vòng 3               |                            |                               |                         |
| Wang Xinyu                | Bianca Andreescu           | Kayla Day (Q)                 | Mirra Andreeva (Q)      |
| Elena Rybakina [4]        | Ekaterina Alexandrova [23] | Elisabetta Cocciaretto        | Olga Danilović (Q)      |
| Irina-Camelia Begu [27]   | Clara Tauson (Q)           | Anastasia Potapova [24]       | Jessica Pegula [3]      |
| Anna Blinkova             | Peyton Stearns             | Yulia Putintseva              | Kamilla Rakhimova       |
| Thua vòng 2               |                            |                               |                         |
| Claire Liu                | Rebecca Peterson           | Emma Navarro (WC)             | Lauren Davis            |
| Aliona Bolsova (LL)       | Madison Keys [20]          | Diane Parry (WC)              | Julia Grabher           |
| Linda Nosková             | Petra Martić               | Anna-Lena Friedsam            | Diana Shnaider          |
| Simona Waltert (Q)        | Donna Vekić [22]           | Jasmine Paolini               | Océane Dodin            |
| Nadia Podoroska           | Sara Errani                | Leylah Fernandez              | Léolia Jeanjean (WC)    |
| Liudmila Samsonova [15]   | Mayar Sherif               | Camila Osorio (LL)            | Camila Giorgi           |
| Caroline Garcia [5]       | Storm Hunter (Q)           | Jeļena Ostapenko [17]         | Markéta Vondroušová     |
| Varvara Gracheva          | Zheng Qinwen [19]          | Magdalena Fręch               | Iryna Shymanovich (Q)   |
| Thua vòng 1               |                            |                               |                         |
| Cristina Bucșa            | Ylena In-Albon (Q)         | Fiona Ferro (Q)               | Marie Bouzková [31]     |
| Victoria Azarenka [18]    | Erika Andreeva (LL)        | Zhu Lin                       | Barbora Krejčíková [13] |
| Veronika Kudermetova [11] | Kristína Kučová (PR)       | Kristina Mladenovic (WC)      | Kaia Kanepi             |
| Anhelina Kalinina [25]    | Alison Riske-Amritraj      | Arantxa Rus (Q)               | Rebeka Masarova         |
| Brenda Fruhvirtová (Q)    | Danka Kovinić              | Clara Burel (WC)              | Shelby Rogers [32]      |
| Viktoriya Tomova          | Nao Hibino (LL)            | Rebecca Marino                | Tatjana Maria           |
| Petra Kvitová [10]        | Elizabeth Mandlik (Q)      | Anett Kontaveit               | Dayana Yastremska (Q)   |
| Sorana Cîrstea [30]       | Kateryna Baindl            | Séléna Janicijevic (WC)       | Lucia Bronzetti         |
| Maria Sakkari [8]         | Jessika Ponchet (WC)       | Jil Teichmann                 | Anna Bondár             |
| Magda Linette [21]        | Aliaksandra Sasnovich      | Kimberly Birrell (WC)         | Belinda Bencic [12]     |
| Katie Volynets            | Linda Fruhvirtová          | Madison Brengle               | Taylor Townsend (Q)     |
| Viktória Hrunčáková (LL)  | Ana Bogdan                 | Alizé Cornet                  | Danielle Collins        |
| Wang Xiyu                 | Ysaline Bonaventure        | Nuria Párrizas Díaz           | Martina Trevisan [26]   |
| Tereza Martincová         | Kateřina Siniaková         | Alycia Parks                  | Jule Niemeier           |
| Karolína Plíšková [16]    | Dalma Gálfi                | Maryna Zanevska               | Tamara Zidanšek (Q)     |
| Zhang Shuai [29]          | Sára Bejlek (Q)            | Panna Udvardy                 | Marta Kostyuk           |

## Tóm tắt từng ngày

### Ngày 1 (28 tháng 5)
- Hạt giống bị loại:
  - Đơn nam:  Dan Evans [20],  Ben Shelton [30]
  - Đơn nữ:  Maria Sakkari [8],  Magda Linette [21],  Zhang Shuai [29]
- Lịch thi đấu

| Trận đấu trên Sân chính                             | Trận đấu trên Sân chính                             | Trận đấu trên Sân chính                             | Trận đấu trên Sân chính                             |
| Trận đấu trên Sân Philippe Chatrier (Sân Trung tâm) | Trận đấu trên Sân Philippe Chatrier (Sân Trung tâm) | Trận đấu trên Sân Philippe Chatrier (Sân Trung tâm) | Trận đấu trên Sân Philippe Chatrier (Sân Trung tâm) |
| Sự kiện                                             | Người thắng trận                                    | Người thua cuộc                                     | Tỷ số                                               |
| --------------------------------------------------- | --------------------------------------------------- | --------------------------------------------------- | --------------------------------------------------- |
| Vòng 1 đơn nữ                                       | Aryna Sabalenka [2]                                 | Marta Kostyuk                                       | 6–2, 6–2                                            |
| Vòng 1 đơn nam                                      | Stefanos Tsitsipas [5]                              | Jiří Veselý [PR]                                    | 7–5, 6–3, 4–6, 7–6(9–7)                             |
| Vòng 1 đơn nữ                                       | Camila Giorgi                                       | Alizé Cornet                                        | 6–3, 6–4                                            |
| Vòng 1 đơn nam                                      | Ugo Humbert                                         | Adrian Mannarino                                    | 6–3, 6–3, 6–1                                       |
| Trận đấu trên Sân Suzanne Lenglen (Grandstand)      |                                                     |                                                     |                                                     |
| Sự kiện                                             | Người thắng trận                                    | Người thua cuộc                                     | Tỷ số                                               |
| Vòng 1 đơn nam                                      | Karen Khachanov [11]                                | Constant Lestienne                                  | 3–6, 1–6, 6–2, 6–1, 6–3                             |
| Vòng 1 đơn nữ                                       | Karolína Muchová                                    | Maria Sakkari [8]                                   | 7–6(7–5), 7–5                                       |
| Vòng 1 đơn nam                                      | Andrey Rublev [7]                                   | Laslo Djere                                         | 6–1, 3–6, 6–3, 6–4                                  |
| Vòng 1 đơn nữ                                       | Jessica Pegula [3]                                  | Danielle Collins                                    | 6–4, 6–2                                            |
| Trận đấu trên Sân Simonne Mathieu                   |                                                     |                                                     |                                                     |
| Sự kiện                                             | Người thắng trận                                    | Người thua cuộc                                     | Tỷ số                                               |
| Vòng 1 đơn nam                                      | Hubert Hurkacz [13]                                 | David Goffin                                        | 6–3, 5–7, 6–4, 2–6, 6–4                             |
| Vòng 1 đơn nữ                                       | Leylah Fernandez                                    | Magda Linette [21]                                  | 6–3, 1–6, 6–3                                       |
| Vòng 1 đơn nam                                      | Corentin Moutet                                     | Arthur Cazaux [WC]                                  | 6–1, 6–3, 4–6, 6–4                                  |
| Vòng 1 đơn nữ                                       | Daria Kasatkina [9]                                 | Jule Niemeier                                       | 6–3, 6–4                                            |

### Ngày 2 (29 tháng 5)
- Hạt giống bị loại:
  - Đơn nam:  Félix Auger-Aliassime [10],  Jan-Lennard Struff [21],  Botic van de Zandschulp [25],  Bernabé Zapata Miralles [32]
  - Đơn nữ:  Petra Kvitová [10],  Veronika Kudermetova [11],  Belinda Bencic [12],  Karolína Plíšková [16],  Martina Trevisan [26]
- Lịch thi đấu

| Trận đấu trên Sân chính | Trận đấu trên Sân chính                             | Trận đấu trên Sân chính                             | Trận đấu trên Sân chính                             |
| Trận đấu trên Sân Philippe Chatrier (Sân Trung tâm)                                                                          | Trận đấu trên Sân Philippe Chatrier (Sân Trung tâm) | Trận đấu trên Sân Philippe Chatrier (Sân Trung tâm) | Trận đấu trên Sân Philippe Chatrier (Sân Trung tâm) |
| Sự kiện | Người thắng trận                                    | Người thua cuộc                                     | Tỷ số                                               |
| --- | --------------------------------------------------- | --------------------------------------------------- | --------------------------------------------------- |
| Vòng 1 đơn nữ | Sloane Stephens                                     | Karolína Plíšková [16]                              | 6–0, 6–4                                            |
| Vòng 1 đơn nam | Novak Djokovic [3]                                  | Aleksandar Kovacevic                                | 6–3, 6–2, 7–6(7–1)                                  |
| Vòng 1 đơn nữ | Caroline Garcia [5]                                 | Wang Xiyu                                           | 6–4, 6–7(4–7), 6–4                                  |
| Vòng 1 đơn nam | Jannik Sinner [8]                                   | Alexandre Müller                                    | 6–1, 6–4, 6–1                                       |
| Trận đấu trên Sân Suzanne Lenglen (Grandstand)                                                                               |                                                     |                                                     |                                                     |
| Sự kiện | Người thắng trận                                    | Người thua cuộc                                     | Tỷ số                                               |
| Vòng 1 đơn nam | Cameron Norrie [14]                                 | Benoît Paire                                        | 7–5, 4–6, 3–6, 6–1, 6–4                             |
| Vòng 1 đơn nữ | Elina Avanesyan [LL]                                | Belinda Bencic [12]                                 | 6–3, 2–6, 6–4                                       |
| Vòng 1 đơn nam | Carlos Alcaraz [1]                                  | Flavio Cobolli [Q]                                  | 6–0, 6–2, 7–5                                       |
| Vòng 1 đơn nữ | Elisabetta Cocciaretto                              | Petra Kvitová [10]                                  | 6–3, 6–4                                            |
| Trận đấu trên Sân Simonne Mathieu                                                                                            |                                                     |                                                     |                                                     |
| Sự kiện | Người thắng trận                                    | Người thua cuộc                                     | Tỷ số                                               |
| Vòng 1 đơn nữ | Kayla Day [Q]                                       | Kristina Mladenovic [WC]                            | 7–5, 6–1                                            |
| Vòng 1 đơn nam | Fabio Fognini                                       | Félix Auger-Aliassime [10]                          | 6–4, 6–4, 6–3                                       |
| Vòng 1 đơn nữ | Elina Svitolina [Q]                                 | Martina Trevisan [26]                               | 6–2, 6–2                                            |
| Vòng 1 đơn nam | Alejandro Davidovich Fokina [29]                    | Arthur Fils [WC]                                    | 6-1, 4–6, 6–3, 6–3                                  |
| Trận đấu được tô màu là trận đấu diễn ra vào ban đêm                                                                         |                                                     |                                                     |                                                     |
| Các trận đấu bắt đầu vào 11 giờ sáng (11:45 sáng trên Sân Philippe Chatrier), các trận đấu ban đêm bắt đầu vào 8:15 tối CEST |                                                     |                                                     |                                                     |

### Ngày 3 (30 tháng 5)
- Hạt giống bị loại:
  - Đơn nam:  Daniil Medvedev [2],  Miomir Kecmanović [31]
  - Đơn nữ:  Barbora Krejčíková [13],  Victoria Azarenka [18],  Anhelina Kalinina [25],  Sorana Cîrstea [30],  Marie Bouzková [31],  Shelby Rogers [32]
  - Đôi nam:  Nikola Mektić /  Mate Pavić [8],  Rinky Hijikata /  Jason Kubler [15]
- Lịch thi đấu

| Trận đấu trên Sân chính | Trận đấu trên Sân chính                             | Trận đấu trên Sân chính                             | Trận đấu trên Sân chính                             |
| Trận đấu trên Sân Philippe Chatrier (Sân Trung tâm)                                                                          | Trận đấu trên Sân Philippe Chatrier (Sân Trung tâm) | Trận đấu trên Sân Philippe Chatrier (Sân Trung tâm) | Trận đấu trên Sân Philippe Chatrier (Sân Trung tâm) |
| Sự kiện | Người thắng trận                                    | Người thua cuộc                                     | Tỷ số                                               |
| --- | --------------------------------------------------- | --------------------------------------------------- | --------------------------------------------------- |
| Vòng 1 đơn nữ | Ons Jabeur [7]                                      | Lucia Bronzetti                                     | 6–4, 6–1                                            |
| Vòng 1 đơn nam | Thiago Seyboth Wild [Q]                             | Daniil Medvedev [2]                                 | 7–6(7–5), 6–7(6–8), 2–6, 6–3, 6–3                   |
| Vòng 1 đơn nữ | Iga Świątek [1]                                     | Cristina Bucșa                                      | 6–4, 6–0                                            |
| Vòng 1 đơn nam | Gaël Monfils [PR]                                   | Sebastián Báez                                      | 3–6, 6–3, 7–5, 1–6, 7–5                             |
| Trận đấu trên Sân Suzanne Lenglen (Grandstand)                                                                               |                                                     |                                                     |                                                     |
| Sự kiện | Người thắng trận                                    | Người thua cuộc                                     | Tỷ số                                               |
| Vòng 1 đơn nam | Casper Ruud [4]                                     | Elias Ymer [Q]                                      | 6–4, 6–3, 6–2                                       |
| Vòng 1 đơn nữ | Coco Gauff [6]                                      | Rebeka Masarova                                     | 3–6, 6–1, 6–2                                       |
| Vòng 1 đơn nữ | Elena Rybakina [4]                                  | Brenda Fruhvirtová [Q]                              | 6–4, 6–2                                            |
| Vòng 1 đơn nam | Arthur Rinderknech                                  | Richard Gasquet                                     | 6–4, 2–6, 6–2, 7–6(7–3)                             |
| Trận đấu trên Sân Simonne Mathieu                                                                                            |                                                     |                                                     |                                                     |
| Sự kiện | Người thắng trận                                    | Người thua cuộc                                     | Tỷ số                                               |
| Vòng 1 đơn nữ | Diane Parry [WC]                                    | Anhelina Kalinina [25]                              | 6–2, 6–3                                            |
| Vòng 1 đơn nam | Alexander Zverev [22]                               | Lloyd Harris [PR]                                   | 7–6(8–6), 7–6(7–0), 6–1                             |
| Vòng 1 đơn nam | Holger Rune [6]                                     | Christopher Eubanks                                 | 6–4, 3–6, 7–6(7–2), 6–2                             |
| Vòng 1 đơn nữ | Bianca Andreescu                                    | Victoria Azarenka [18]                              | 2–6, 6–3, 6–4                                       |
| Trận đấu được tô màu là trận đấu diễn ra vào ban đêm                                                                         |                                                     |                                                     |                                                     |
| Các trận đấu bắt đầu vào 11 giờ sáng (11:45 sáng trên Sân Philippe Chatrier), các trận đấu ban đêm bắt đầu vào 8:15 tối CEST |                                                     |                                                     |                                                     |

### Ngày 4 (31 tháng 5)
- Hạt giống bị loại:
  - Đơn nam:  Roberto Bautista Agut [19],  Sebastian Korda [24]
  - Đơn nữ:  Caroline Garcia [5],  Liudmila Samsonova [15],  Jeļena Ostapenko [17],  Zheng Qinwen [19]
  - Đôi nam:  Rohan Bopanna /  Matthew Ebden [6],  Nathaniel Lammons /  Jackson Withrow [16]
  - Đôi nữ:  Barbora Krejčíková /  Kateřina Siniaková [1]
  - Đôi nam nữ:  Demi Schuurs /  Jean-Julien Rojer [4]
- Lịch thi đấu

| Trận đấu trên Sân chính | Trận đấu trên Sân chính                             | Trận đấu trên Sân chính                             | Trận đấu trên Sân chính                             |
| Trận đấu trên Sân Philippe Chatrier (Sân Trung tâm)                                                                          | Trận đấu trên Sân Philippe Chatrier (Sân Trung tâm) | Trận đấu trên Sân Philippe Chatrier (Sân Trung tâm) | Trận đấu trên Sân Philippe Chatrier (Sân Trung tâm) |
| Sự kiện | Người thắng trận                                    | Người thua cuộc                                     | Tỷ số                                               |
| --- | --------------------------------------------------- | --------------------------------------------------- | --------------------------------------------------- |
| Vòng 2 đơn nữ | Jessica Pegula [3]                                  | Camila Giorgi                                       | 6–2, bỏ cuộc                                        |
| Vòng 2 đơn nữ | Anna Blinkova                                       | Caroline Garcia [5]                                 | 6–4, 3–6, 7–5                                       |
| Vòng 2 đơn nam | Carlos Alcaraz [1]                                  | Taro Daniel                                         | 6–1, 3–6, 6–1, 6–2                                  |
| Vòng 2 đơn nam | Novak Djokovic [3]                                  | Márton Fucsovics                                    | 7–6(7–2), 6–0, 6–3                                  |
| Trận đấu trên Sân Suzanne Lenglen (Grandstand)                                                                               |                                                     |                                                     |                                                     |
| Sự kiện | Người thắng trận                                    | Người thua cuộc                                     | Tỷ số                                               |
| Vòng 2 đơn nam | Stefanos Tsitsipas [5]                              | Roberto Carballés Baena                             | 6–3, 7–6(7–4), 6–2                                  |
| Vòng 2 đơn nữ | Daria Kasatkina [9]                                 | Markéta Vondroušová                                 | 6–3, 6–4                                            |
| Vòng 2 đơn nữ | Aryna Sabalenka [2]                                 | Iryna Shymanovich [Q]                               | 7–5, 6–2                                            |
| Vòng 2 đơn nam | Cameron Norrie [14]                                 | Lucas Pouille [Q]                                   | 6–1, 6–3, 6–3                                       |
| Vòng 2 đơn nam | Lorenzo Musetti [17]                                | Alexander Shevchenko                                | 6–1, 6–1, 6–2                                       |
| Trận đấu trên Sân Simonne Mathieu                                                                                            |                                                     |                                                     |                                                     |
| Sự kiện | Người thắng trận                                    | Người thua cuộc                                     | Tỷ số                                               |
| Vòng 2 đơn nữ | Elina Svitolina [PR]                                | Storm Hunter [Q]                                    | 2–6, 6–3, 6–1                                       |
| Vòng 2 đơn nam | Thanasi Kokkinakis [WC]                             | Stan Wawrinka                                       | 3–6, 7–5, 6–3, 6–7(4–7), 6–3                        |
| Vòng 2 đơn nam | Andrey Rublev [7]                                   | Corentin Moutet                                     | 6–4, 6–2, 3–6, 6–3                                  |
| Vòng 2 đơn nữ | Elina Avanesyan [LL]                                | Léolia Jeanjean [WC]                                | 6–0, 7–5                                            |
| Trận đấu được tô màu là trận đấu diễn ra vào ban đêm                                                                         |                                                     |                                                     |                                                     |
| Các trận đấu bắt đầu vào 11 giờ sáng (11:45 sáng trên Sân Philippe Chatrier), các trận đấu ban đêm bắt đầu vào 8:15 tối CEST |                                                     |                                                     |                                                     |

### Ngày 5 (1 tháng 6)
- Hạt giống bị loại:
  - Đơn nam:  Jannik Sinner [8],  Tommy Paul [16],  Alex de Minaur [18]
  - Đơn nữ:  Madison Keys [20],  Donna Vekić [22]
  - Đôi nam nữ:  Jessica Pegula /  Austin Krajicek [1]
- Lịch thi đấu

| Trận đấu trên Sân chính | Trận đấu trên Sân chính                             | Trận đấu trên Sân chính                             | Trận đấu trên Sân chính                             |
| Trận đấu trên Sân Philippe Chatrier (Sân Trung tâm)                                                                          | Trận đấu trên Sân Philippe Chatrier (Sân Trung tâm) | Trận đấu trên Sân Philippe Chatrier (Sân Trung tâm) | Trận đấu trên Sân Philippe Chatrier (Sân Trung tâm) |
| Sự kiện | Người thắng trận                                    | Người thua cuộc                                     | Tỷ số                                               |
| --- | --------------------------------------------------- | --------------------------------------------------- | --------------------------------------------------- |
| Vòng 2 đơn nam | Casper Ruud [4]                                     | Giulio Zeppieri [Q]                                 | 6–3, 6–2, 4–6, 7–5                                  |
| Vòng 2 đơn nữ | Iga Świątek [1]                                     | Claire Liu                                          | 6–4, 6–0                                            |
| Vòng 2 đơn nữ | Ons Jabeur [7]                                      | Océane Dodin                                        | 6–2, 6–3                                            |
| Vòng 2 đơn nam | Holger Rune [6]                                     | Gaël Monfils [PR]                                   | Bỏ cuộc trước trận đấu                              |
| Vòng 2 đơn nam | Alexander Zverev [22]                               | Alex Molčan                                         | 6–4, 6–2, 6–1                                       |
| Trận đấu trên Sân Suzanne Lenglen (Grandstand)                                                                               |                                                     |                                                     |                                                     |
| Sự kiện | Người thắng trận                                    | Người thua cuộc                                     | Tỷ số                                               |
| Vòng 2 đơn nữ | Elena Rybakina [4]                                  | Linda Nosková                                       | 6–3, 6–3                                            |
| Vòng 2 đơn nam | Daniel Altmaier                                     | Jannik Sinner [8]                                   | 6–7(0–7), 7–6(9–7), 1–6, 7–6(7–4), 7–5              |
| Vòng 2 đơn nữ | Coco Gauff [6]                                      | Julia Grabher                                       | 6–2, 6–3                                            |
| Vòng 2 đơn nam | Taylor Fritz [9]                                    | Arthur Rinderknech                                  | 2–6, 6–4, 6–3, 6–4                                  |
| Trận đấu trên Sân Simonne Mathieu                                                                                            |                                                     |                                                     |                                                     |
| Sự kiện | Người thắng trận                                    | Người thua cuộc                                     | Tỷ số                                               |
| Vòng 2 đơn nữ | Kayla Day [Q]                                       | Madison Keys [20]                                   | 6–2, 4–6, 6–4                                       |
| Vòng 2 đơn nữ | Mirra Andreeva [Q]                                  | Diane Parry [WC]                                    | 6–1, 6–2                                            |
| Vòng 2 đơn nam | Frances Tiafoe [12]                                 | Aslan Karatsev [Q]                                  | 3–6, 6–3, 7–5, 6–2                                  |
| Vòng 2 đơn nam | Francisco Cerúndolo [23]                            | Yannick Hanfmann [LL]                               | 6–3, 6–3, 6–4                                       |
| Trận đấu được tô màu là trận đấu diễn ra vào ban đêm                                                                         |                                                     |                                                     |                                                     |
| Các trận đấu bắt đầu vào 11 giờ sáng (11:45 sáng trên Sân Philippe Chatrier), các trận đấu ban đêm bắt đầu vào 8:15 tối CEST |                                                     |                                                     |                                                     |

### Ngày 6 (2 tháng 6)
- Hạt giống bị loại:
  - Đơn nam:  Andrey Rublev [7],  Hubert Hurkacz [13],  Cameron Norrie [14],  Denis Shapovalov [26],  Alejandro Davidovich Fokina [29]
  - Đơn nữ:  Jessica Pegula [3],  Anastasia Potapova [24],  Irina-Camelia Begu [27]
  - Đôi nam:  Hugo Nys /  Jan Zieliński [7]
  - Đôi nam nữ:  Desirae Krawczyk /  Joe Salisbury [2],  Ellen Perez /  Jan Zieliński [6]
- Lịch thi đấu

| Trận đấu trên Sân chính | Trận đấu trên Sân chính                             | Trận đấu trên Sân chính                             | Trận đấu trên Sân chính                             |
| Trận đấu trên Sân Philippe Chatrier (Sân Trung tâm)                                                                          | Trận đấu trên Sân Philippe Chatrier (Sân Trung tâm) | Trận đấu trên Sân Philippe Chatrier (Sân Trung tâm) | Trận đấu trên Sân Philippe Chatrier (Sân Trung tâm) |
| Sự kiện | Người thắng trận                                    | Người thua cuộc                                     | Tỷ số                                               |
| --- | --------------------------------------------------- | --------------------------------------------------- | --------------------------------------------------- |
| Vòng 3 đơn nữ | Elise Mertens [28]                                  | Jessica Pegula [3]                                  | 6–1, 6–3                                            |
| Vòng 3 đơn nữ | Aryna Sabalenka [2]                                 | Kamilla Rakhimova                                   | 6–2, 6–2                                            |
| Vòng 3 đơn nam | Novak Djokovic [3]                                  | Alejandro Davidovich Fokina [29]                    | 7–6(7–4), 7–6(7–5), 6–2                             |
| Vòng 3 đơn nam | Carlos Alcaraz [1]                                  | Denis Shapovalov [26]                               | 6–1, 6–4, 6–2                                       |
| Trận đấu trên Sân Suzanne Lenglen (Grandstand)                                                                               |                                                     |                                                     |                                                     |
| Sự kiện | Người thắng trận                                    | Người thua cuộc                                     | Tỷ số                                               |
| Vòng 3 đơn nữ | Daria Kasatkina [9]                                 | Peyton Stearns                                      | 6–0, 6–1                                            |
| Vòng 3 đơn nam | Lorenzo Sonego                                      | Andrey Rublev [7]                                   | 5–7, 0–6, 6–3, 7–6(7–5), 6–3                        |
| Vòng 3 đơn nữ | Sloane Stephens                                     | Yulia Putintseva                                    | 6–3, 3–6, 6–2                                       |
| Vòng 3 đơn nam | Stefanos Tsitsipas [5]                              | Diego Schwartzman                                   | 6–2, 6–2, 6–3                                       |
| Trận đấu trên Sân Simonne Mathieu                                                                                            |                                                     |                                                     |                                                     |
| Sự kiện | Người thắng trận                                    | Người thua cuộc                                     | Tỷ số                                               |
| Vòng 3 đơn nam | Karen Khachanov [11]                                | Thanasi Kokkinakis [WC]                             | 6–3, 6–1, 3–6, 7–6(7–5)                             |
| Vòng 3 đơn nữ | Elina Svitolina [PR]                                | Anna Blinkova                                       | 2–6, 6–2, 7–5                                       |
| Vòng 3 đơn nam | Lorenzo Musetti [17]                                | Cameron Norrie [14]                                 | 6–1, 6–2, 6–4                                       |
| Vòng 3 đơn nữ | Karolína Muchová                                    | Irina-Camelia Begu [27]                             | 6–3, 6–2                                            |
| Trận đấu được tô màu là trận đấu diễn ra vào ban đêm                                                                         |                                                     |                                                     |                                                     |
| Các trận đấu bắt đầu vào 11 giờ sáng (11:45 sáng trên Sân Philippe Chatrier), các trận đấu ban đêm bắt đầu vào 8:15 tối CEST |                                                     |                                                     |                                                     |

### Ngày 7 (3 tháng 6)
- Hạt giống bị loại:
  - Đơn nam:  Taylor Fritz [9],  Frances Tiafoe [12],  Borna Ćorić [15]
  - Đơn nữ:  Elena Rybakina [4],  Ekaterina Alexandrova [23]
  - Đôi nam:  Rajeev Ram /  Joe Salisbury [2],  Santiago González /  Édouard Roger-Vasselin [9],  Jamie Murray /  Michael Venus [13]
  - Đôi nữ:  Lyudmyla Kichenok /  Jeļena Ostapenko [4],  Shuko Aoyama /  Ena Shibahara [7]
  - Đôi nam nữ:  Giuliana Olmos /  Neal Skupski [3],  Lyudmyla Kichenok /  Matthew Ebden [5],  Zhang Shuai /  Ivan Dodig [8]
- Lịch thi đấu

| Trận đấu trên Sân chính | Trận đấu trên Sân chính                             | Trận đấu trên Sân chính                             | Trận đấu trên Sân chính                             |
| Trận đấu trên Sân Philippe Chatrier (Sân Trung tâm)                                                                          | Trận đấu trên Sân Philippe Chatrier (Sân Trung tâm) | Trận đấu trên Sân Philippe Chatrier (Sân Trung tâm) | Trận đấu trên Sân Philippe Chatrier (Sân Trung tâm) |
| Sự kiện | Người thắng trận                                    | Người thua cuộc                                     | Tỷ số                                               |
| --- | --------------------------------------------------- | --------------------------------------------------- | --------------------------------------------------- |
| Vòng 3 đơn nữ | Sara Sorribes Tormo [PR]                            | Elena Rybakina [4]                                  | Bỏ cuộc trước trận đấu                              |
| Vòng 3 đơn nam | Holger Rune [6]                                     | Genaro Alberto Olivieri [Q]                         | 6–4, 6–1, 6–3                                       |
| Vòng 3 đơn nữ | Iga Świątek [1]                                     | Wang Xinyu                                          | 6–0, 6–0                                            |
| Vòng 3 đôi nam | Sander Gillé Joran Vliegen                          | Santiago González [9] Édouard Roger-Vasselin [9]    | 7–5, 6–7(3–7), 7–6(10–5)                            |
| Vòng 3 đơn nam | Alexander Zverev [22]                               | Frances Tiafoe [12]                                 | 3–6, 7–6(7–3), 6–1, 7–6(7–5)                        |
| Trận đấu trên Sân Suzanne Lenglen (Grandstand)                                                                               |                                                     |                                                     |                                                     |
| Sự kiện | Người thắng trận                                    | Người thua cuộc                                     | Tỷ số                                               |
| Vòng 3 đơn nam | Casper Ruud [4]                                     | Zhang Zhizhen                                       | 4–6, 6–4, 6–1, 6–4                                  |
| Vòng 3 đơn nữ | Coco Gauff [6]                                      | Mirra Andreeva [Q]                                  | 6–7(5–7), 6–1, 6–1                                  |
| Vòng 3 đơn nam | Francisco Cerúndolo [23]                            | Taylor Fritz [9]                                    | 3–6, 6–3, 6–4, 7–5                                  |
| Vòng 3 đơn nữ | Ons Jabeur [7]                                      | Olga Danilović [Q]                                  | 4–6, 6–4, 6–2                                       |
| Trận đấu trên Sân Simonne Mathieu                                                                                            |                                                     |                                                     |                                                     |
| Sự kiện | Người thắng trận                                    | Người thua cuộc                                     | Tỷ số                                               |
| Vòng 3 đơn nam | Yoshihito Nishioka [27]                             | Thiago Seyboth Wild [Q]                             | 3–6, 7–6(10–8), 2–6, 6–4, 6–0                       |
| Vòng 3 đơn nữ | Beatriz Haddad Maia [14]                            | Ekaterina Alexandrova [23]                          | 5–7, 6–4, 7–5                                       |
| Vòng 3 đơn nữ | Lesia Tsurenko                                      | Bianca Andreescu                                    | 6–1, 6–1                                            |
| Vòng 3 đơn nam | Grigor Dimitrov [28]                                | Daniel Altmaier                                     | 6–4, 6–3, 6–1                                       |
| Trận đấu được tô màu là trận đấu diễn ra vào ban đêm                                                                         |                                                     |                                                     |                                                     |
| Các trận đấu bắt đầu vào 11 giờ sáng (11:45 sáng trên Sân Philippe Chatrier), các trận đấu ban đêm bắt đầu vào 8:15 tối CEST |                                                     |                                                     |                                                     |

### Ngày 8 (4 tháng 6)
- Hạt giống bị loại:
  - Đơn nam:  Lorenzo Musetti [17]
  - Đơn nữ:  Daria Kasatkina [9],  Elise Mertens [28]
  - Đôi nam:  Lloyd Glasspool /  Harri Heliövaara [5]
  - Đôi nữ:  Kristina Mladenovic /  Zhang Shuai [9],  Xu Yifan /  Yang Zhaoxuan [11],  Asia Muhammad /  Giuliana Olmos [12],  Marta Kostyuk /  Elena-Gabriela Ruse [13],  Miyu Kato /  Aldila Sutjiadi [16]
- Lịch thi đấu

| Trận đấu trên Sân chính                                                              | Trận đấu trên Sân chính                             | Trận đấu trên Sân chính                             | Trận đấu trên Sân chính                             |
| Trận đấu trên Sân Philippe Chatrier (Sân Trung tâm)                                  | Trận đấu trên Sân Philippe Chatrier (Sân Trung tâm) | Trận đấu trên Sân Philippe Chatrier (Sân Trung tâm) | Trận đấu trên Sân Philippe Chatrier (Sân Trung tâm) |
| Sự kiện                                                                              | Người thắng trận                                    | Người thua cuộc                                     | Tỷ số                                               |
| ------------------------------------------------------------------------------------ | --------------------------------------------------- | --------------------------------------------------- | --------------------------------------------------- |
| Vòng 4 đơn nữ                                                                        | Anastasia Pavlyuchenkova [PR]                       | Elise Mertens [28]                                  | 3–6, 7–6(7–3), 6–3                                  |
| Vòng 4 đơn nam                                                                       | Novak Djokovic [3]                                  | Juan Pablo Varillas                                 | 6–3, 6–2, 6–2                                       |
| Vòng 4 đơn nam                                                                       | Carlos Alcaraz [1]                                  | Lorenzo Musetti [17]                                | 6–3, 6–2, 6–2                                       |
| Vòng 4 đơn nữ                                                                        | Aryna Sabalenka [2]                                 | Sloane Stephens                                     | 7–6(7–5), 6–4                                       |
| Trận đấu trên Sân Suzanne Lenglen (Grandstand)                                       |                                                     |                                                     |                                                     |
| Sự kiện                                                                              | Người thắng trận                                    | Người thua cuộc                                     | Tỷ số                                               |
| Vòng 4 đơn nam                                                                       | Karen Khachanov [11]                                | Lorenzo Sonego                                      | 1–6, 6–4, 7–6(9–7), 6–1                             |
| Vòng 4 đơn nữ                                                                        | Karolína Muchová                                    | Elina Avanesyan [LL]                                | 6–4, 6–3                                            |
| Vòng 4 đơn nữ                                                                        | Elina Svitolina [PR]                                | Daria Kasatkina [9]                                 | 6–4, 7–6(7–5)                                       |
| Vòng 4 đơn nam                                                                       | Stefanos Tsitsipas [5]                              | Sebastian Ofner [Q]                                 | 7–5, 6–3, 6–0                                       |
| Trận đấu trên Sân Simonne Mathieu                                                    |                                                     |                                                     |                                                     |
| Sự kiện                                                                              | Người thắng trận                                    | Người thua cuộc                                     | Tỷ số                                               |
| Vòng 2 đôi nữ                                                                        | Hsieh Su-wei [PR] Wang Xinyu [PR]                   | Kristina Mladenovic [9] Zhang Shuai [9]             | 6–1, 6–4                                            |
| Vòng 3 đôi nam                                                                       | Marcel Granollers [10] Horacio Zeballos [10]        | Marcelo Melo John Peers                             | 6–2, 6–3                                            |
| Vòng 3 đôi nữ                                                                        | Coco Gauff [2] Jessica Pegula [2]                   | Marta Kostyuk [13] Elena-Gabriela Ruse [13]         | 6–7(6–7), 6–4, 6–2                                  |
| Vòng 3 đôi nam                                                                       | Kevin Krawietz [11] Tim Pütz [11]                   | Sadio Doumbia Fabien Reboul                         | 6–4, 7–6(7–4)                                       |
| Trận đấu được tô màu là trận đấu diễn ra vào ban đêm                                 |                                                     |                                                     |                                                     |
| Các trận đấu bắt đầu vào 11 giờ sáng, các trận đấu ban đêm bắt đầu vào 8:15 tối CEST |                                                     |                                                     |                                                     |

### Ngày 9 (5 tháng 6)
- Hạt giống bị loại:
  - Đơn nam:  Francisco Cerúndolo [23],  Yoshihito Nishioka [27],  Grigor Dimitrov [28]
  - Đôi nam:  Marcelo Arévalo /  Jean-Julien Rojer [3],  Máximo González /  Andrés Molteni [14]
  - Đôi nữ:  Storm Hunter /  Elise Mertens [3],  Desirae Krawczyk /  Demi Schuurs [5],  Gabriela Dabrowski /  Luisa Stefani [8]
- Lịch thi đấu

| Trận đấu trên Sân chính                                                              | Trận đấu trên Sân chính                             | Trận đấu trên Sân chính                             | Trận đấu trên Sân chính                             |
| Trận đấu trên Sân Philippe Chatrier (Sân Trung tâm)                                  | Trận đấu trên Sân Philippe Chatrier (Sân Trung tâm) | Trận đấu trên Sân Philippe Chatrier (Sân Trung tâm) | Trận đấu trên Sân Philippe Chatrier (Sân Trung tâm) |
| Sự kiện                                                                              | Người thắng trận                                    | Người thua cuộc                                     | Tỷ số                                               |
| ------------------------------------------------------------------------------------ | --------------------------------------------------- | --------------------------------------------------- | --------------------------------------------------- |
| Vòng 4 đơn nữ                                                                        | Ons Jabeur [7]                                      | Bernarda Pera                                       | 6–3, 6–1                                            |
| Vòng 4 đơn nam                                                                       | Casper Ruud [4]                                     | Nicolás Jarry                                       | 7–6(7–3), 7–5, 7–5                                  |
| Vòng 4 đơn nữ                                                                        | Coco Gauff [6]                                      | Anna Karolína Schmiedlová                           | 7–5, 6–2                                            |
| Vòng 4 đơn nam                                                                       | Alexander Zverev [22]                               | Grigor Dimitrov [28]                                | 6–1, 6–4, 6–3                                       |
| Trận đấu trên Sân Suzanne Lenglen (Grandstand)                                       |                                                     |                                                     |                                                     |
| Sự kiện                                                                              | Người thắng trận                                    | Người thua cuộc                                     | Tỷ số                                               |
| Vòng 4 đơn nữ                                                                        | Beatriz Haddad Maia [14]                            | Sara Sorribes Tormo [PR]                            | 6–7(3–7), 6–3, 7–5                                  |
| Vòng 4 đơn nam                                                                       | Holger Rune [6]                                     | Francisco Cerúndolo [23]                            | 7–6(7–3), 3–6, 6–4, 1–6, 7–6(10–7)                  |
| Vòng 4 đơn nữ                                                                        | Iga Świątek [1]                                     | Lesia Tsurenko                                      | 5–1, bỏ cuộc                                        |
| Vòng 4 đơn nam                                                                       | Tomás Martín Etcheverry                             | Yoshihito Nishioka [27]                             | 7–6(10–8), 6–0, 6–1                                 |
| Trận đấu trên Sân Simonne Mathieu                                                    |                                                     |                                                     |                                                     |
| Sự kiện                                                                              | Người thắng trận                                    | Người thua cuộc                                     | Tỷ số                                               |
| Vòng 3 đôi nữ                                                                        | Chan Hao-ching [14] Latisha Chan [14]               | Alizé Cornet [WC] Diane Parry [WC]                  | 7–5, 5–7, 6–1                                       |
| Vòng 3 đôi nữ                                                                        | Hsieh Su-wei [PR] Wang Xinyu [PR]                   | Desirae Krawczyk [5] Demi Schuurs [5]               | 7–6(8–6), 6–4                                       |
| Tứ kết đôi nam                                                                       | Sander Gillé Joran Vliegen                          | Máximo González [14] Andrés Molteni [14]            | 6–4, 7–6(7–4)                                       |
| Tứ kết đôi nam                                                                       | Matwé Middelkoop [12] Andreas Mies [12]             | Marcelo Arévalo [3] Jean-Julien Rojer [3]           | 7–6(8–6), 6–1                                       |
| Trận đấu được tô màu là trận đấu diễn ra vào ban đêm                                 |                                                     |                                                     |                                                     |
| Các trận đấu bắt đầu vào 11 giờ sáng, các trận đấu ban đêm bắt đầu vào 8:15 tối CEST |                                                     |                                                     |                                                     |

### Ngày 10 (6 tháng 6)
- Hạt giống bị loại:
  - Đơn nam:  Stefanos Tsitsipas [5],  Karen Khachanov [11]
  - Đôi nam:  Wesley Koolhof /  Neal Skupski [1],  Kevin Krawietz /  Tim Pütz [11]
  - Đôi nam nữ:  Marta Kostyuk /  Marcelo Arévalo [7]
- Lịch thi đấu

| Trận đấu trên Sân chính                                                              | Trận đấu trên Sân chính                             | Trận đấu trên Sân chính                             | Trận đấu trên Sân chính                             |
| Trận đấu trên Sân Philippe Chatrier (Sân Trung tâm)                                  | Trận đấu trên Sân Philippe Chatrier (Sân Trung tâm) | Trận đấu trên Sân Philippe Chatrier (Sân Trung tâm) | Trận đấu trên Sân Philippe Chatrier (Sân Trung tâm) |
| Sự kiện                                                                              | Người thắng trận                                    | Người thua cuộc                                     | Tỷ số                                               |
| ------------------------------------------------------------------------------------ | --------------------------------------------------- | --------------------------------------------------- | --------------------------------------------------- |
| Tứ kết đơn nữ                                                                        | Karolína Muchová                                    | Anastasia Pavlyuchenkova [PR]                       | 7–5, 6–2                                            |
| Tứ kết đơn nữ                                                                        | Aryna Sabalenka [2]                                 | Elina Svitolina [PR]                                | 6–4, 6–4                                            |
| Tứ kết đơn nam                                                                       | Novak Djokovic [3]                                  | Karen Khachanov [11]                                | 4–6, 7–6(7–0), 6–2, 6–4                             |
| Tứ kết đơn nam                                                                       | Carlos Alcaraz [1]                                  | Stefanos Tsitsipas [5]                              | 6–2, 6–1, 7–6(7–5)                                  |
| Trận đấu trên Sân Suzanne Lenglen (Grandstand)                                       |                                                     |                                                     |                                                     |
| Sự kiện                                                                              | Người thắng trận                                    | Người thua cuộc                                     | Tỷ số                                               |
| Tứ kết đôi nữ                                                                        | Nicole Melichar-Martinez [6] Ellen Perez [6]        | Marie Bouzková [PR] Sara Sorribes Tormo [PR]        | 7–5, 6–3                                            |
| Tứ kết đôi nam                                                                       | Ivan Dodig [4] Austin Krajicek [4]                  | Kevin Krawietz [11] Tim Pütz [11]                   | 7–6(8–6), 5–7, 6–4                                  |
| Tứ kết đôi nam nữ                                                                    | Bianca Andreescu [Alt] Michael Venus [Alt]          | Marta Kostyuk [7] Marcelo Arévalo [7]               | 7–5, 3–6, [10–6]                                    |
| Vòng 1 đôi nữ huyền thoại                                                            | Nathalie Tauziat Caroline Wozniacki                 | Gisela Dulko Gabriela Sabatini                      | 6–4, 6–3                                            |
| Trận đấu trên Sân Simonne Mathieu                                                    |                                                     |                                                     |                                                     |
| Sự kiện                                                                              | Người thắng trận                                    | Người thua cuộc                                     | Tỷ số                                               |
| Tứ kết đôi nam                                                                       | Marcel Granollers [10] Horacio Zeballos [10]        | Wesley Koolhof [1] Neal Skupski [1]                 | 6–3, 7–6(7–4)                                       |
| Tứ kết đôi nữ                                                                        | Coco Gauff [2] Jessica Pegula [2]                   | Anna Bondár Greet Minnen                            | 6–2, 7–6(7–2)                                       |
| Tứ kết đôi nam nữ                                                                    | Aldila Sutjiadi Matwé Middelkoop                    | Chan Hao-ching Fabrice Martin                       | 7–5, 6–2                                            |
| Trận đấu được tô màu là trận đấu diễn ra vào ban đêm                                 |                                                     |                                                     |                                                     |
| Các trận đấu bắt đầu vào 11 giờ sáng, các trận đấu ban đêm bắt đầu vào 8:15 tối CEST |                                                     |                                                     |                                                     |

### Ngày 11 (7 tháng 6)
- Hạt giống bị loại:
  - Đơn nam:  Holger Rune [6]
  - Đơn nữ:  Coco Gauff [6],  Ons Jabeur [7]
  - Đôi nữ:  Chan Hao-ching /  Latisha Chan [14],  Veronika Kudermetova /  Liudmila Samsonova [15]
- Lịch thi đấu

| Trận đấu trên Sân chính                                                              | Trận đấu trên Sân chính                             | Trận đấu trên Sân chính                             | Trận đấu trên Sân chính                             |
| Trận đấu trên Sân Philippe Chatrier (Sân Trung tâm)                                  | Trận đấu trên Sân Philippe Chatrier (Sân Trung tâm) | Trận đấu trên Sân Philippe Chatrier (Sân Trung tâm) | Trận đấu trên Sân Philippe Chatrier (Sân Trung tâm) |
| Sự kiện                                                                              | Người thắng trận                                    | Người thua cuộc                                     | Tỷ số                                               |
| ------------------------------------------------------------------------------------ | --------------------------------------------------- | --------------------------------------------------- | --------------------------------------------------- |
| Tứ kết đơn nữ                                                                        | Beatriz Haddad Maia [14]                            | Ons Jabeur [7]                                      | 3–6, 7–6(7–5), 6–1                                  |
| Tứ kết đơn nữ                                                                        | Iga Świątek [1]                                     | Coco Gauff [6]                                      | 6–4, 6–2                                            |
| Tứ kết đơn nam                                                                       | Alexander Zverev [22]                               | Tomás Martín Etcheverry                             | 6–4, 3–6, 6–3, 6–4                                  |
| Tứ kết đơn nam                                                                       | Casper Ruud [4]                                     | Holger Rune [6]                                     | 6–1, 6–2, 3–6, 6–3                                  |
| Trận đấu trên Sân Suzanne Lenglen (Grandstand)                                       |                                                     |                                                     |                                                     |
| Sự kiện                                                                              | Người thắng trận                                    | Người thua cuộc                                     | Tỷ số                                               |
| Vòng 1 đôi nam huyền thoại                                                           | Mansour Bahrami Fabrice Santoro                     | Guy Forget Henri Leconte                            | 6–2, 7–6(8–6)                                       |
| Vòng 1 đôi nữ huyền thoại                                                            | Nathalie Dechy Daniela Hantuchova                   | Tatiana Golovin Nathalie Tauziat                    | 7–5, 6–1                                            |
| Vòng 1 đôi nam nữ huyền thoại                                                        | Kim Clijsters Arnaud Clement                        | Agnieszka Radwańska Sergi Bruguera                  | 7–6(7–5), 6–4                                       |
| Trận đấu trên Sân Simonne Mathieu                                                    |                                                     |                                                     |                                                     |
| Sự kiện                                                                              | Người thắng trận                                    | Người thua cuộc                                     | Tỷ số                                               |
| Bán kết đôi nam nữ                                                                   | Miyu Kato Tim Pütz                                  | Aldila Sutjiadi Matwé Middelkoop                    | 7–5, 6–0                                            |
| Bán kết đôi nam nữ                                                                   | Bianca Andreescu [Alt] Michael Venus [Alt]          | Gabriela Dabrowski Nathaniel Lammons                | 7–6(7–5), 7–6(7–4)                                  |
| Tứ kết đôi nữ                                                                        | Hsieh Su-wei [PR] Wang Xinyu [PR]                   | Veronika Kudermetova [15] · Liudmila Samsonova [15] | 6–3, 6–2                                            |
| Tứ kết đôi nữ                                                                        | Leylah Fernandez [10] Taylor Townsend [10]          | Chan Hao-ching [14] Latisha Chan [14]               | 6–3, 6–3                                            |
| Trận đấu được tô màu là trận đấu diễn ra vào ban đêm                                 |                                                     |                                                     |                                                     |
| Các trận đấu bắt đầu vào 11 giờ sáng, các trận đấu ban đêm bắt đầu vào 8:15 tối CEST |                                                     |                                                     |                                                     |

### Ngày 12 (8 tháng 6)
- Hạt giống bị loại:
  - Đơn nữ:  Aryna Sabalenka [2],  Beatriz Haddad Maia [14]
  - Đôi nam:  Marcel Granollers /  Horacio Zeballos [10],  Matwé Middelkoop /  Andreas Mies [12]
- Lịch thi đấu

| Trận đấu trên Sân chính                                                      | Trận đấu trên Sân chính                             | Trận đấu trên Sân chính                             | Trận đấu trên Sân chính                             |
| Trận đấu trên Sân Philippe Chatrier (Sân Trung tâm)                          | Trận đấu trên Sân Philippe Chatrier (Sân Trung tâm) | Trận đấu trên Sân Philippe Chatrier (Sân Trung tâm) | Trận đấu trên Sân Philippe Chatrier (Sân Trung tâm) |
| Sự kiện                                                                      | Người thắng trận                                    | Người thua cuộc                                     | Tỷ số                                               |
| ---------------------------------------------------------------------------- | --------------------------------------------------- | --------------------------------------------------- | --------------------------------------------------- |
| Chung kết đôi nam nữ                                                         | Miyu Kato Tim Pütz                                  | Bianca Andreescu [Alt] Michael Venus [Alt]          | 4–6, 6–4, [10–6]                                    |
| Bán kết đơn nữ                                                               | Karolína Muchová                                    | Aryna Sabalenka [2]                                 | 7–6(7–5), 6–7(5–7), 7–5                             |
| Bán kết đơn nữ                                                               | Iga Świątek [1]                                     | Beatriz Haddad Maia [14]                            | 6–2, 7–6(9–7)                                       |
| Trận đấu trên Sân Suzanne Lenglen (Grandstand)                               |                                                     |                                                     |                                                     |
| Sự kiện                                                                      | Người thắng trận                                    | Người thua cuộc                                     | Tỷ số                                               |
| Vòng 1 đôi nữ huyền thoại                                                    | Kim Clijsters Caroline Wozniacki                    | Flavia Pennetta Francesca Schiavone                 | 6–4, 6–2                                            |
| Vòng 1 đôi nam nữ huyền thoại                                                | Gabriela Sabatini Mats Wilander                     | Gisela Dulko Andrei Medvedev                        | 6–7(7–9), 6–2, [10–8]                               |
| Vòng 1 đôi nam huyền thoại                                                   | Sébastien Grosjean Cédric Pioline                   | Michael Chang John McEnroe                          | 4–6, 6–4,[10–8]                                     |
| Trận đấu trên Sân Simonne Mathieu                                            |                                                     |                                                     |                                                     |
| Sự kiện                                                                      | Người thắng trận                                    | Người thua cuộc                                     | Tỷ số                                               |
| Bán kết đôi nam                                                              | Ivan Dodig[4] Austin Krajicek [4]                   | Marcel Granollers [10] Horacio Zeballos [10]        | 6–3, 7–6(7–3)                                       |
| Bán kết đôi nam                                                              | Sander Gillé Joran Vliegen                          | Matwé Middelkoop [12] Andreas Mies [12]             | 6–4, 7–5                                            |
| Các trận đấu bắt đầu vào 11 giờ sáng (12:00 sáng trên Sân Philippe Chatrier) |                                                     |                                                     |                                                     |

### Ngày 13 (9 tháng 6)
- Hạt giống bị loại:
  - Đơn nam:  Carlos Alcaraz [1],  Alexander Zverev [22]
  - Đôi nữ:  Coco Gauff /  Jessica Pegula [2],  Nicole Melichar-Martinez /  Ellen Perez [6]
- Lịch thi đấu

| Trận đấu trên Sân chính                             | Trận đấu trên Sân chính                             | Trận đấu trên Sân chính                             | Trận đấu trên Sân chính                             |
| Trận đấu trên Sân Philippe Chatrier (Sân Trung tâm) | Trận đấu trên Sân Philippe Chatrier (Sân Trung tâm) | Trận đấu trên Sân Philippe Chatrier (Sân Trung tâm) | Trận đấu trên Sân Philippe Chatrier (Sân Trung tâm) |
| Sự kiện                                             | Người thắng trận                                    | Người thua cuộc                                     | Tỷ số                                               |
| --------------------------------------------------- | --------------------------------------------------- | --------------------------------------------------- | --------------------------------------------------- |
| Bán kết đôi nữ xe lăn                               | Yui Kamiji [1] Kgothatso Montjane [1]               | Angélica Bernal Shiori Funamizu                     | 6–1, 6–2                                            |
| Bán kết đơn nam                                     | Novak Djokovic [3]                                  | Carlos Alcaraz [1]                                  | 6–3, 5–7, 6–1, 6–1                                  |
| Bán kết đơn nam                                     | Casper Ruud [4]                                     | Alexander Zverev [22]                               | 6–3, 6–4, 6–0                                       |
| Trận đấu trên Sân Suzanne Lenglen (Grandstand)      |                                                     |                                                     |                                                     |
| Sự kiện                                             | Người thắng trận                                    | Người thua cuộc                                     | Tỷ số                                               |
| Đôi nữ huyền thoại                                  | Lindsay Davenport Daniela Hantuchová                | Nathalie Dechy Tatiana Golovin                      | 1–6, 6–3, [11–9]                                    |
| Đôi nam huyền thoại                                 | Sergi Bruguera Mats Wilander                        | Mansour Bahrami Arnaud Clément                      | 6–3, 3–6, [10–7]                                    |
| Đôi nam nữ huyền thoại                              | Flavia Pennetta Michael Chang                       | Francesca Schiavone Henri Leconte                   | 6–2, 6–7(7–9), [10–4]                               |
| Trận đấu trên Sân Simonne Mathieu                   |                                                     |                                                     |                                                     |
| Sự kiện                                             | Người thắng trận                                    | Người thua cuộc                                     | Tỷ số                                               |
| Bán kết đôi nữ                                      | Leylah Fernandez [10] Taylor Townsend [10]          | Coco Gauff [2] Jessica Pegula [2]                   | 6–0, 6–4                                            |
| Bán kết đôi nữ                                      | Hsieh Su-wei [PR] Wang Xinyu [PR]                   | Nicole Melichar-Martinez [6] Ellen Perez [6]        | 6–2, 3–6, 6–3                                       |
| Các trận đấu bắt đầu vào 11 giờ sáng                |                                                     |                                                     |                                                     |

### Ngày 14 (10 tháng 6)
- Lịch thi đấu

| Trận đấu trên Sân chính                             | Trận đấu trên Sân chính                             | Trận đấu trên Sân chính                             | Trận đấu trên Sân chính                             |
| Trận đấu trên Sân Philippe Chatrier (Sân Trung tâm) | Trận đấu trên Sân Philippe Chatrier (Sân Trung tâm) | Trận đấu trên Sân Philippe Chatrier (Sân Trung tâm) | Trận đấu trên Sân Philippe Chatrier (Sân Trung tâm) |
| Sự kiện                                             | Người thắng trận                                    | Người thua cuộc                                     | Tỷ số                                               |
| --------------------------------------------------- | --------------------------------------------------- | --------------------------------------------------- | --------------------------------------------------- |
| Chung kết đơn nam xe lăn                            | Tokito Oda [2]                                      | Alfie Hewett [1]                                    | 6–1, 6–4                                            |
| Chung kết đơn nữ                                    | Iga Świątek [1]                                     | Karolína Muchová                                    | 6–2, 5–7, 6–4                                       |
| Chung kết đôi nam                                   | Ivan Dodig [4] Austin Krajicek [4]                  | Sander Gillé Joran Vliegen                          | 6–3, 6–1                                            |
| Trận đấu trên Sân Suzanne Lenglen (Grandstand)      |                                                     |                                                     |                                                     |
| Sự kiện                                             | Người thắng trận                                    | Người thua cuộc                                     | Tỷ số                                               |
| Đôi nữ huyền thoại                                  | Lindsay Davenport Agnieszka Radwańska               | Gisela Dulko Gabriela Sabatini                      | 7–6(7–4), 6–4                                       |
| Đôi nam huyền thoại                                 | Guy Forget Fabrice Santoro                          | Henri Leconte Andrei Medvedev                       | 6–2, 6–2                                            |
| Đôi nam nữ huyền thoại                              | Nathalie Dechy Sébastien Grosjean                   | Kim Clijsters Cédric Pioline                        | 5–7, 6–2, [10–7]                                    |
| Trận đấu trên Sân Simonne Mathieu                   |                                                     |                                                     |                                                     |
| Sự kiện                                             | Người thắng trận                                    | Người thua cuộc                                     | Tỷ số                                               |
| Chung kết đơn nữ trẻ                                | Alina Korneeva [3]                                  | Lucciana Pérez Alarcón [6]                          | 7–6(7–4), 6–3                                       |
| Chung kết đơn nam trẻ                               | Dino Prižmić [3]                                    | Juan Carlos Prado Ángelo [8]                        | 6–1, 6–4                                            |
| Chung kết đôi nữ trẻ                                | Tyra Caterina Grant [6] Clervie Ngounoue [6]        | Alina Korneeva [1] · Sara Saito [1]                 | 6–3, 6–2                                            |
| Các trận đấu bắt đầu vào 11 giờ sáng                |                                                     |                                                     |                                                     |

### Ngày 15 (11 tháng 6)
- Hạt giống bị loại:
  - Đơn nam:  Casper Ruud [4]
  - Đôi nữ:  Leylah Fernandez /  Taylor Townsend [10]
- Lịch thi đấu

| Trận đấu trên Sân chính                             | Trận đấu trên Sân chính                             | Trận đấu trên Sân chính                             | Trận đấu trên Sân chính                             |
| Trận đấu trên Sân Philippe Chatrier (Sân Trung tâm) | Trận đấu trên Sân Philippe Chatrier (Sân Trung tâm) | Trận đấu trên Sân Philippe Chatrier (Sân Trung tâm) | Trận đấu trên Sân Philippe Chatrier (Sân Trung tâm) |
| Sự kiện                                             | Người thắng trận                                    | Người thua cuộc                                     | Tỷ số                                               |
| --------------------------------------------------- | --------------------------------------------------- | --------------------------------------------------- | --------------------------------------------------- |
| Chung kết đôi nữ                                    | Hsieh Su-wei [PR] Wang Xinyu [PR]                   | Leylah Fernandez [10] Taylor Townsend [10]          | 1–6, 7–6(7–5), 6–1                                  |
| Chung kết đơn nam                                   | Novak Djokovic [3]                                  | Casper Ruud [4]                                     | 7–6(7–1), 6–3, 7–5                                  |
| Trận đấu trên Sân Suzanne Lenglen (Grandstand)      |                                                     |                                                     |                                                     |
| Sự kiện                                             | Người thắng trận                                    | Người thua cuộc                                     | Tỷ số                                               |
| Đôi nam huyền thoại                                 | John McEnroe Mats Wilander                          | Mansour Bahrami Yannick Noah                        | 6–4, 6–4                                            |
| Các trận đấu bắt đầu vào 11:30 sáng CEST            |                                                     |                                                     |                                                     |

## Hạt giống đơn

### Đơn nam
Dưới đây là những tay vợt được xếp loại hạt giống. Hạt giống dựa trên bảng xếp hạng ATP vào ngày 22 tháng 5 năm 2023. Xếp hạng và điểm trước vào ngày 29 tháng 5 năm 2023.
| Hạt giống | Xếp hạng | Tay vợt                     | Điểm trước | Điểm bảo vệ | Điểm thắng | Điểm sau | Thực trạng                                   |
| --------- | -------- | --------------------------- | ---------- | ----------- | ---------- | -------- | -------------------------------------------- |
| 1         | 1        | Carlos Alcaraz              | 6,815      | 360         | 720        | 7,175    | Bán kết thua trước Novak Djokovic (3)        |
| 2         | 2        | Daniil Medvedev             | 6,330      | 180+150     | 10+90      | 6,100    | Vòng 1 thua trước Thiago Seyboth Wild (Q)    |
| 3         | 3        | Novak Djokovic              | 5,955      | 360         | 2,000      | 7,595    | Vô địch, đánh bại Casper Ruud (4)            |
| 4         | 4        | Casper Ruud                 | 4,960      | 1,200       | 1,200      | 4,960    | Á quân, thua trước Novak Djokovic (3)        |
| 5         | 5        | Stefanos Tsitsipas          | 4,775      | 180+45      | 360+10     | 4,920    | Tứ kết thua trước Carlos Alcaraz (1)         |
| 6         | 6        | Holger Rune                 | 4,375      | 360         | 360        | 4,375    | Tứ kết thua trước Casper Ruud (4)            |
| 7         | 7        | Andrey Rublev               | 4,270      | 360         | 90         | 4,000    | Vòng 3 thua trước Lorenzo Sonego             |
| 8         | 9        | Jannik Sinner               | 3,435      | 180         | 45         | 3,300    | Vòng 2 thua trước Daniel Altmaier            |
| 9         | 8        | Taylor Fritz                | 3,470      | 45          | 90         | 3,515    | Vòng 3 thua trước Francisco Cerúndolo (23)   |
| 10        | 10       | Félix Auger-Aliassime       | 3,100      | 180+90      | 10+10      | 2,850    | Vòng 1 thua trước Fabio Fognini              |
| 11        | 11       | Karen Khachanov             | 2,945      | 180         | 360        | 3,125    | Tứ kết thua trước Novak Djokovic (3)         |
| 12        | 12       | Frances Tiafoe              | 2,790      | 45          | 90         | 2,835    | Vòng 3 thua trước Alexander Zverev (22)      |
| 13        | 14       | Hubert Hurkacz              | 2,525      | 180         | 90         | 2,435    | Vòng 3 thua trước Juan Pablo Varillas        |
| 14        | 13       | Cameron Norrie              | 2,565      | 90          | 90         | 2,565    | Vòng 3 thua trước Lorenzo Musetti (17)       |
| 15        | 16       | Borna Ćorić                 | 2,410      | 45+25       | 90+0       | 2,430    | Vòng 3 thua trước Tomás Martín Etcheverry    |
| 16        | 17       | Tommy Paul                  | 2,170      | 10          | 45         | 2,205    | Vòng 2 thua trước Nicolás Jarry              |
| 17        | 18       | Lorenzo Musetti             | 2,040      | 10+125      | 180+10     | 2,095    | Vòng 4 thua trước Carlos Alcaraz (1)         |
| 18        | 19       | Alex de Minaur              | 1,870      | 10          | 45         | 1,905    | Vòng 2 thua trước Tomás Martín Etcheverry    |
| 19        | 24       | Roberto Bautista Agut       | 1,485      | 0           | 45         | 1,530    | Vòng 2 thua trước Juan Pablo Varillas        |
| 20        | 25       | Dan Evans                   | 1,480      | 45+125      | 10+10      | 1,330    | Vòng 1 thua trước Thanasi Kokkinakis (WC)    |
| 21        | 28       | Jan-Lennard Struff          | 1,447      | 0+20        | 10+0       | 1,437    | Vòng 1 thua trước Jiří Lehečka               |
| 22        | 27       | Alexander Zverev            | 1,450      | 720         | 720        | 1,450    | Bán kết thua trước Casper Ruud (4)           |
| 23        | 23       | Francisco Cerúndolo         | 1,485      | 10          | 180        | 1,655    | Vòng 4 thua trước Holger Rune (6)            |
| 24        | 30       | Sebastian Korda             | 1,265      | 90          | 45         | 1,220    | Vòng 2 thua trước Sebastian Ofner (Q)        |
| 25        | 31       | Botic van de Zandschulp     | 1,215      | 90          | 10         | 1,135    | Vòng 1 thua trước Thiago Agustín Tirante (Q) |
| 26        | 32       | Denis Shapovalov            | 1,210      | 10          | 90         | 1,290    | Vòng 3 thua trước Carlos Alcaraz (1)         |
| 27        | 33       | Yoshihito Nishioka          | 1,181      | 10          | 180        | 1,351    | Vòng 4 thua trước Tomás Martín Etcheverry    |
| 28        | 29       | Grigor Dimitrov             | 1,275      | 90          | 180        | 1,365    | Vòng 4 thua trước Alexander Zverev (22)      |
| 29        | 34       | Alejandro Davidovich Fokina | 1,115      | 10          | 90         | 1,195    | Vòng 3 thua trước Novak Djokovic (3)         |
| 30        | 36       | Ben Shelton                 | 1,095      | 36†         | 10         | 1,069    | Vòng 1 thua trước Lorenzo Sonego             |
| 31        | 37       | Miomir Kecmanović           | 1,065      | 90          | 10         | 985      | Vòng 1 thua trước Andrea Vavassori (Q)       |
| 32        | 38       | Bernabé Zapata Miralles     | 1,051      | 205         | 10         | 856      | Vòng 1 thua trước Diego Schwartzman          |

† Tay vợt không vượt qua vòng loại ở giải đấu năm 2022 nhưng có điểm bảo vệ từ một giải ATP Challenger Tour (Little Rock).

#### Tay vợt rút lui khỏi giải đấu
Dưới đây là những tay vợt được xếp loại hạt giống, nhưng rút lui trước khi giải đấu bắt đầu.
| Xếp hạng | Tay vợt             | Điểm trước | Điểm bảo vệ | Điểm sau | Lý do rút lui         |
| -------- | ------------------- | ---------- | ----------- | -------- | --------------------- |
| 15       | Rafael Nadal        | 2,445      | 2,000       | 445      | Chấn thương hông      |
| 20       | Matteo Berrettini   | 1,832      | 0+250       | 1,582    | Chấn thương bụng      |
| 21       | Pablo Carreño Busta | 1,740      | 10          | 1,730    | Chấn thương khuỷu tay |
| 22       | Marin Čilić         | 1,510      | 720         | 790      | Chấn thương đầu gối   |
| 26       | Nick Kyrgios        | 1,465      | 0+90        | 1,375    | Chấn thương chân      |

### Đơn nữ
Dưới đây là những tay vợt được xếp loại hạt giống. Hạt giống dựa trên bảng xếp hạng WTA vào ngày 22 tháng 5 năm 2023. Xếp hạng và điểm trước vào ngày 29 tháng 5 năm 2023.
| Hạt giống | Xếp hạng | Tay vợt               | Điểm trước | Điểm bảo vệ | Điểm thắng | Điểm sau | Thực trạng                                      |
| --------- | -------- | --------------------- | ---------- | ----------- | ---------- | -------- | ----------------------------------------------- |
| 1         | 1        | Iga Świątek           | 8,940      | 2,000       | 2,000      | 8,940    | Vô địch, đánh bại Karolína Muchová              |
| 2         | 2        | Aryna Sabalenka       | 7,541      | 130+180     | 780+1      | 8,012    | Bán kết thua trước Karolína Muchová             |
| 3         | 3        | Jessica Pegula        | 5,205      | 430         | 130        | 4,905    | Vòng 3 thua trước Elise Mertens (28)            |
| 4         | 4        | Elena Rybakina        | 5,090      | 130         | 130        | 5,090    | Vòng 3 rút lui do bệnh đường hô hấp trên        |
| 5         | 5        | Caroline Garcia       | 5,025      | 70          | 70         | 5,025    | Vòng 2 thua trước Anna Blinkova                 |
| 6         | 6        | Coco Gauff            | 4,305      | 1,300       | 430        | 3,435    | Tứ kết thua trước Iga Świątek (1)               |
| 7         | 7        | Ons Jabeur            | 3,541      | 10          | 430        | 3,961    | Tứ kết thua trước Beatriz Haddad Maia (14)      |
| 8         | 8        | Maria Sakkari         | 3,391      | 70+60       | 10+1       | 3,272    | Vòng 1 thua trước Karolína Muchová              |
| 9         | 9        | Daria Kasatkina       | 3,275      | 780         | 240        | 2,735    | Vòng 4 thua trước Elina Svitolina (PR)          |
| 10        | 10       | Petra Kvitová         | 3,162      | 70          | 10         | 3,102    | Vòng 1 thua trước Elisabetta Cocciaretto        |
| 11        | 11       | Veronika Kudermetova  | 2,950      | 430+110     | 10+100     | 2,520    | Vòng 1 thua trước Anna Karolína Schmiedlová     |
| 12        | 12       | Belinda Bencic        | 2,750      | 130         | 10         | 2,630    | Vòng 1 thua trước Elina Avanesyan (LL)          |
| 13        | 13       | Barbora Krejčíková    | 2,680      | 10          | 10         | 2,680    | Vòng 1 thua trước Lesia Tsurenko                |
| 14        | 14       | Beatriz Haddad Maia   | 2,420      | 70+280      | 780+60     | 2,910    | Bán kết thua trước Iga Świątek (1)              |
| 15        | 15       | Liudmila Samsonova    | 2,236      | 10          | 70         | 2,296    | Vòng 2 thua trước Anastasia Pavlyuchenkova (PR) |
| 16        | 16       | Karolína Plíšková     | 2,160      | 70          | 10         | 2,100    | Vòng 1 thua trước Sloane Stephens               |
| 17        | 17       | Jeļena Ostapenko      | 2,130      | 70          | 70         | 2,130    | Vòng 2 thua trước Peyton Stearns                |
| 18        | 18       | Victoria Azarenka     | 2,087      | 130         | 10         | 1,967    | Vòng 1 thua trước Bianca Andreescu              |
| 19        | 19       | Zheng Qinwen          | 1,998      | 240+160     | 70+1       | 1,669    | Vòng 2 thua trước Yulia Putintseva              |
| 20        | 20       | Madison Keys          | 1,861      | 240         | 70         | 1,691    | Vòng 2 thua trước Kayla Day (Q)                 |
| 21        | 21       | Magda Linette         | 1,825      | 70          | 10         | 1,765    | Vòng 1 thua trước Leylah Fernandez              |
| 22        | 22       | Donna Vekić           | 1,813      | 110         | 70         | 1,773    | Vòng 2 thua trước Bernarda Pera                 |
| 23        | 23       | Ekaterina Alexandrova | 1,725      | 70+280      | 130+30     | 1,535    | Vòng 3 thua trước Beatriz Haddad Maia (14)      |
| 24        | 25       | Anastasia Potapova    | 1,665      | (30)†       | 130        | 1,765    | Vòng 3 thua trước Anastasia Pavlyuchenkova (PR) |
| 25        | 26       | Anhelina Kalinina     | 1,657      | 70          | 10         | 1,597    | Vòng 1 thua trước Diane Parry (WC)              |
| 26        | 24       | Martina Trevisan      | 1,667      | 780         | 10         | 897      | Vòng 1 thua trước Elina Svitolina (PR)          |
| 27        | 27       | Irina-Camelia Begu    | 1,452      | 240         | 130        | 1,342    | Vòng 3 thua trước Karolína Muchová              |
| 28        | 28       | Elise Mertens         | 1,439      | 240+30      | 240+15     | 1,424    | Vòng 4 thua trước Anastasia Pavlyuchenkova (PR) |
| 29        | 31       | Zhang Shuai           | 1,355      | 10+60       | 10+29      | 1,324    | Vòng 1 thua trước Magdalena Fręch               |
| 30        | 32       | Sorana Cîrstea        | 1,327      | 70          | 10         | 1,267    | Vòng 1 thua trước Jasmine Paolini               |
| 31        | 33       | Marie Bouzková        | 1,318      | 70          | 10         | 1,258    | Vòng 1 thua trước Wang Xinyu                    |
| 32        | 34       | Shelby Rogers         | 1,303      | 130+110     | 10+1       | 1,074    | Vòng 1 thua trước Petra Martić                  |

† Tay vợt không vượt qua vòng loại ở giải đấu năm 2022. Thay vào đó, điểm tốt nhất của lần 16 sẽ được thay thế vào.

#### Tay vợt rút lui khỏi giải đấu
Dưới đây là những tay vợt được xếp loại hạt giống, nhưng rút lui trước khi giải đấu bắt đầu.
| Xếp hạng | Tay vợt      | Điểm trước | Điểm bảo vệ | Điểm sau | Lý do rút lui      |
| -------- | ------------ | ---------- | ----------- | -------- | ------------------ |
| 29       | Paula Badosa | 1,363      | 130         | 1,233    | Gãy xương cột sống |

## Hạt giống đôi
| Hạt giống | Xếp hạng | Đội               | Đội                    |
| --------- | -------- | ----------------- | ---------------------- |
| 1         | 2        | Wesley Koolhof    | Neal Skupski           |
| 2         | 7        | Rajeev Ram        | Joe Salisbury          |
| 3         | 12       | Marcelo Arévalo   | Jean-Julien Rojer      |
| 4         | 13       | Ivan Dodig        | Austin Krajicek        |
| 5         | 20       | Lloyd Glasspool   | Harri Heliövaara       |
| 6         | 26       | Rohan Bopanna     | Matthew Ebden          |
| 7         | 26       | Hugo Nys          | Jan Zieliński          |
| 8         | 28       | Nikola Mektić     | Mate Pavić             |
| 9         | 34       | Santiago González | Édouard Roger-Vasselin |
| 10        | 42       | Marcel Granollers | Horacio Zeballos       |
| 11        | 49       | Kevin Krawietz    | Tim Pütz               |
| 12        | 52       | Matwé Middelkoop  | Andreas Mies           |
| 13        | 55       | Jamie Murray      | Michael Venus          |
| 14        | 55       | Máximo González   | Andrés Molteni         |
| 15        | 60       | Rinky Hijikata    | Jason Kubler           |
| 16        | 63       | Nathaniel Lammons | Jackson Withrow        |

| Hạt giống | Xếp hạng | Đội                      | Đội                 |
| --------- | -------- | ------------------------ | ------------------- |
| 1         | 5        | Barbora Krejčíková       | Kateřina Siniaková  |
| 2         | 5        | Coco Gauff               | Jessica Pegula      |
| 3         | 11       | Storm Hunter             | Elise Mertens       |
| 4         | 18       | Lyudmyla Kichenok        | Jeļena Ostapenko    |
| 5         | 27       | Desirae Krawczyk         | Demi Schuurs        |
| 6         | 29       | Nicole Melichar-Martinez | Ellen Perez         |
| 7         | 40       | Shuko Aoyama             | Ena Shibahara       |
| 8         | 41       | Gabriela Dabrowski       | Luisa Stefani       |
| 9         | 42       | Kristina Mladenovic      | Zhang Shuai         |
| 10        | 43       | Leylah Fernandez         | Taylor Townsend     |
| 11        | 46       | Xu Yifan                 | Yang Zhaoxuan       |
| 12        | 52       | Asia Muhammad            | Giuliana Olmos      |
| 13        | 61       | Marta Kostyuk            | Elena-Gabriela Ruse |
| 14        | 62       | Chan Hao-ching           | Latisha Chan        |
| 15        | 63       | Veronika Kudermetova     | Liudmila Samsonova  |
| 16        | 63       | Miyu Kato                | Aldila Sutjiadi     |

### Đôi nam nữ
| Hạt giống | Xếp hạng | Đội               | Đội               |
| --------- | -------- | ----------------- | ----------------- |
| 1         | 7        | Jessica Pegula    | Austin Krajicek   |
| 2         | 15       | Desirae Krawczyk  | Joe Salisbury     |
| 3         | 18       | Giuliana Olmos    | Neal Skupski      |
| 4         | 22       | Demi Schuurs      | Jean-Julien Rojer |
| 5         | 25       | Lyudmyla Kichenok | Matthew Ebden     |
| 6         | 27       | Ellen Perez       | Jan Zieliński     |
| 7         | 34       | Marta Kostyuk     | Marcelo Arévalo   |
| 8         | 37       | Zhang Shuai       | Ivan Dodig        |

- 1 Bảng xếp hạng vào ngày 22 tháng 5 năm 2023.

## Nhà vô địch

### Đơn nam
- Novak Djokovic đánh bại  Casper Ruud, 7–6(7–1), 6–3, 7–5

### Đơn nữ
- Iga Świątek đánh bại  Karolína Muchová, 6–2, 5–7, 6–4

### Đôi nam
- Ivan Dodig /  Austin Krajicek đánh bại  Sander Gillé /  Joran Vliegen, 6–3, 6–1

### Đôi nữ
- Hsieh Su-wei /  Wang Xinyu đánh bại  Leylah Fernandez/  Taylor Townsend 1–6, 7–6(7–5), 6–1

### Đôi nam nữ
- Miyu Kato /  Tim Pütz đánh bại  Bianca Andreescu /  Michael Venus, 4–6, 6–4, [10–6]

### Đơn nam xe lăn
- Tokito Oda đánh bại  Alfie Hewett, 6–1, 6–4

### Đơn nữ xe lăn
- Diede de Groot đánh bại  Yui Kamiji, 6–2, 6–0

### Đơn xe lăn quad
- Niels Vink đánh bại  Sam Schröder, 3–6, 6–4, 6–4

### Đôi nam xe lăn
- Alfie Hewett /  Gordon Reid đánh bại  Martín de la Puente /  Gustavo Fernández, 7–6(11–9), 7–5

### Đôi nữ xe lăn
- Yui Kamiji /  Kgothatso Montjane đánh bại  Diede de Groot /  María Florencia Moreno, 6–2, 6–3

### Đôi xe lăn quad
- Andy Lapthorne /  Donald Ramphadi đánh bại  Heath Davidson /  Robert Shaw, 1–6, 6–2, [10–3]

### Đơn nam trẻ
- Dino Prižmić đánh bại  Juan Carlos Prado Ángelo, 6–1, 6–4

### Đơn nữ trẻ
- Alina Korneeva đánh bại  Lucciana Pérez Alarcón, 7–6(7–4), 6–3

### Đôi nam trẻ
- Yaroslav Demin /  Rodrigo Pacheco Méndez đánh bại  Lorenzo Sciahbasi /  Gabriele Vulpitta, 6–2, 6–3

### Đôi nữ trẻ
- Tyra Caterina Grant /  Clervie Ngounoue đánh bại  Alina Korneeva /  Sara Saito, 6–3, 6–2

## Điểm và tiền thưởng

### Phân phối điểm
Dưới đây là bảng phân bố điểm cho từng giai đoạn của giải đấu:

#### Vận động viên chuyên nghiệp
| Sự kiện | VĐ   | CK   | BK  | TK  | Vòng 1/16 | Vòng 1/32 | Vòng 1/64 | Vòng 1/128 |
| Đơn nam | 2000 | 1200 | 720 | 360 | 180       | 90        | 45        | 10         |
| Đôi nam | 2000 | 1200 | 720 | 360 | 180       | 90        | 0         | —          |
| Đơn nữ  | 2000 | 1300 | 780 | 430 | 240       | 130       | 70        | 10         |
| Đôi nữ  | 2000 | 1300 | 780 | 430 | 240       | 130       | 10        | —          |

#### Vận động viên xe lăn
| Sự kiện  | VĐ  | CK  | BK        | TK  |
| Đơn      | 800 | 500 | 375       | 100 |
| Đơn quad | 800 | 500 | 375 / 100 | –   |
| Đôi      | 800 | 500 | 100       | —   |
| Đôi quad | 800 | 100 | —         | —   |

### Tiền thưởng
Tổng số tiền thưởng của Giải quần vợt Pháp Mở rộng 2023 là €49,600,000, tăng 12.3% so với năm 2022.
| Sự kiện      | VĐ         | CK         | BK       | TK       | Vòng 1/16 | Vòng 1/32 | Vòng 1/64 | Vòng 1/1281 | Q3      | Q2      | Q1      |
| Đơn          | €2,300,000 | €1,150,000 | €630,000 | €400,000 | €240,000  | €142,000  | €97,000   | €69,000     | €34,000 | €22,000 | €16,000 |
| Đôi *        | €590,000   | €295,000   | €148,000 | €80,000  | €43,000   | €27,000   | €17,000   | —           | —       | —       | —       |
| Đôi nam nữ * | €122,000   | €61,000    | €31,000  | €17,500  | €10,000   | €5,000    | —         | —           | —       | —       | —       |
| Đơn xe lăn   | €60,000    | €30,000    | €18,000  | €11,000  | €8,000    | —         | —         | —           | —       | —       | —       |
| Đôi xe lăn * | €20,000    | €10,000    | €7,000   | €5,000   | —         | —         | —         | —           | —       | —       | —       |
| Đơn quad     | €60,000    | €30,000    | €18,000  | €11,000  | —         | —         | —         | —           | —       | —       | —       |
| Đôi quad *   | €20,000    | €10,000    | €7,000   | —        | —         | —         | —         | —           | —       | —       | —       |

*mỗi đội

## Tranh cãi
Miyu Kato và Aldila Sutjiadi bị truất quyền thi đấu sau khi Kato vô tình đánh bóng trúng vào một cô bé nhặt bóng trong trận đấu đôi của họ ở vòng 3.
Vụ việc đã gây ra tranh cãi và chỉ trích Marie Bouzková và Sara Sorribes Tormo, những người đã phản ứng quyết liệt yêu cầu về việc loại. Kato đánh một cú trái một tay vô tình trúng cô bé nhặt bóng, khiến cô bé này bật khóc vì đau. Mặc dù Kato đã xin lỗi và nhận cảnh cáo từ trọng tài, Bouzková và Sorribes Tormo nhất quyết phải truất quyền thi đấu. Sau khi tham khảo ý kiến của các quan chức, Kato và Sutjiadi đã bị xử thua. Hình phạt nặng đã nhận được phản ứng dữ dội từ người xem và bình luận viên quần vợt. Cựu tay vợt Gilles Simon đã chỉ trích hành động của Bouzková và Sorribes Tormo. Vụ việc đã thu hút sự chú ý rộng rãi và làm dấy lên những cuộc tranh cãi về tinh thần thể thao trong quần vợt. Kato đã đưa ra lời xin lỗi, bày tỏ sự hối tiếc về sự cố ngoài ý muốn.
Trong buổi lễ trao cúp, Ivan Dodig, nhà vô địch đôi nam Roland Garros, bày tỏ sự thất vọng với ban tổ chức Giải quần vợt Pháp Mở rộng, nói rằng anh đã không được đối xử như mọi vận động viên nên có. Dodig nói rằng anh đã di chuyển bằng taxi trong 15 ngày, thường xuyên bị chậm chuyến và có cảm giác như một khách du lịch ở Paris. Anh nhấn mạnh tầm quan trọng của việc đối xử bình đẳng với tất cả các tay vợt để duy trì sự cạnh tranh công bằng.
Đáp lại lời chỉ trích của Dodig, giám đốc giải đấu Amelie Mauresmo cho rằng lời nói của anh là "không thể chấp nhận được" và tìm cách làm rõ tình hình. Mauresmo chỉ ra rằng có rất nhiều khách sạn trong bán kính ba dặm tính từ địa điểm thi đấu và bất kỳ tay vợt nào cũng có thể đặt phương tiện di chuyển trong phạm vi năm kilômét. Cô đề cập rằng Dodig đã chọn một khách sạn ở một khu vực khác của Paris, cách xa địa điểm thi đấu, nhưng các lựa chọn thay thế đã được đưa ra cho anh. Tuy nhiên, Mauresmo giải thích rằng ban tổ chức ưu tiên tính bền vững của môi trường và có nguồn lực hạn chế, bao gồm cả cách tiếp cận với giao thông vận tải.